# Noorder Ee
Het Noorder Ee (Fries en officieel: Noarderie) is een meer ten noorden van het dorp Woudsend in de provincie Friesland.
Het meer ligt tussen Woudsend en buurtschap Smallebrugge. In Woudsend is er verbinding met de kanalen Ee, Woudsenderrakken en de Wellesloot. Het kanaal Nauwe Wijmerts (Nauwe Wimerts) aan de noordwestzijde van het meer loopt naar het dorp Heeg. Het meer heeft een noord-zuidlengte van een kilometer en een maximale breedte van 200 meter. De Noorder Ee maakt deel uit van de route van de Elfstedentocht.
Zwette · Stadsgracht (Sneek) · Geeuw · Wijddraai · Wijde Wijmerts · Nauwe Wijmerts · Noorder Ee · Ee (Woudsend) · Slotermeer · Slotergat · Slotermeer · Luts · Van Swinderenvaart · Spookhoekstervaart · Rijstervaart · Oud-Karre · Johan Frisokanaal · Morra · Johan Frisokanaal · Noorderdijkvaart · Het Wijd · De Gronzen · Indijk · Zijlroede (Hindeloopen) · Oude Oostervaart · Dijkvaart · Horsa · Burevaart · Diepe Dolte · Workumertrekvaart · Het Kruiswater · Stadsgracht (Bolsward) · Witmarsumervaart · Harlingervaart · Bolswardervaart · Zuidoostersingel · Noordoostersingel · Noordergracht (Harlingen) · Van Harinxmakanaal · Sexbierumervaart · Noordergracht (Franeker) · Dongjumervaart · Ried · Berlikumerwijd · Moddergat · Wierzijlsterrak · Blikvaart · Zuidhoekstervaart · Ouwe Rij · Leistervaart · Finkumervaart · Dokkumer Ee · Het Kleindiep · Dokkumer Ee · Oudkerkstervaart · Murk · Ouddeel · Bonkevaart (finish)